# Piotr Sobénnikov
Piotr Petróvich Sobénnikov (Пётр Петрович Собенников; Kronstadt, 13 de julio de 1894- Moscú, 14 de agosto de 1960) fue un militar soviético que participó en la Segunda Guerra Mundial, alcanzando el rango de teniente general.

## Biografía
De familia rusa y noble, entró en la Escuela de Caballería Nikoláyev graduándose como alférez en 1916. Participó en la Primera Guerra Mundial, pero cuando estalló la Guerra Civil Rusa, se alistó en el Ejército Rojo.
En los años de entreguerras estuvo al mando de diversas unidades de caballería y también destinado en la Academia Militar Frunze (1939-1940).

En marzo de 1941, en vísperas de la invasión alemana , fue puesto al frente del 8.º Ejército, el cual defendía la frontera al norte de Lituania. Intentó con sus cuerpos mecanizados un contraataque cerca de Raseiniai, fracasando y perdiendo entonces la mayor parte de sus unidades blindadas. Tuvo entonces que retirar su 8.º Ejército hacia el noreste para continuar con la defensa del resto de los Estados bálticos.
El 30 de junio de 1941 sustituyó al coronel general Kuznetsov en el mando del Frente Noroeste, teniendo como jefe de Estado Mayor al teniente general N.F. Vatutin. Bajo la dirección de este último se produjo el contraataque soviético a mediados de agosto en  Staraya Russa, que fue un fracaso en pérdidas pero que supuso un retraso para el asalto alemán sobre Leningrado. Como consecuencia de esta batalla, el 23 de agosto de 1941, Sobennikov fue revelado por el teniente general PA Kurochkin.
En septiembre de 1941 está al frente del 43.º Ejército, el cual está encuadrado dentro del Frente de Reserva del mariscal Budenny, defendiendo los accesos de Moscú al noroeste de Kirov. Al iniciarse la Operación Tifón su ejército fue destrozado por el grupo panzer de Hoepner en los primeros días de octubre de 1941. Por ello, el 16 de octubre fue arrestado y condenado a 5 años de prisión, perdiendo sus medallas y su rango.
Solicitó el indulto, y este le fue concedido en 1942, pero siendo degradado a coronel, aunque al final de la guerra consiguió de nuevo su grado de teniente coronel.
El resto de mandos que ocupó durante la guerra fueron segundo jefe del 3.º Ejército (1942-1943), jefe de Orel (1943), jefe del 3.º Ejército (1943) y de nuevo segundo jefe del 3.º Ejército (1943-1945). Participó en la Operación Bagration , la Ofensiva de Prusia Oriental y la batalla de Berlín.
Al finalizar la guerra, y entre 1955 y 1959, estuvo al frente de los cursos de la Academia de Vystrel.